# Џонстон Кибет Мајо
Џонстон Кибет Мајо (енгл. Johnstone Kibet Maiyo; 6. октобар 1988) је кенијски атлетичар, тркач на дуге стазе - маратонац. Победио је на 23. Београдском маратону, на коме су тркачи из Кеније потврдили доминацију освојивши првих девет места. Џонстон Кибет Мајо је трку завршио за два сата, 16 минута и 23 секунде. Мајо, кога зову „лав са Килиманџара“ је био фаворит и по доласку у Београд када је обећао да ће победити:
Од почетка трке веровао сам да ћу победити, што се на крају и обистинило
Трка је била тешка, топло је, али имао сам довољно самопоуздања. На 38 километру знао сам да ћу победити и нисам имао проблема. Маратон је добро организован.

## Резултати
- 1. место на 7. Килиманџаро маратону у Мошију у Танзанија, 2009. године (лични рекорд: 2h, 15 min, 25s)[2]
- 7. место на 8. Килиманџаро маратону у Мошију у Танзанији, 2010. године[3]
- 1. место на 23. Београдском маратону, 2010. године[4].